# Imã de geladeira
Um ímã de geladeira (português brasileiro) ou íman de frigorífico (português europeu) é um ímã pequeno, muitas vezes anexado a um ornamento artístico ou extravagante, que pode ser usado para postar itens como listas de compras, cartões de Natal, desenho infantil ou lembretes na porta de uma geladeira, ou que simplesmente serve como decoração. Os ímãs de geladeira vêm em uma ampla variedade de formas e tamanhos e podem ter mensagens promocionais colocadas neles. Ímãs de geladeira são suvenires populares e objetos colecionáveis.